# Парикмахерская (фильм)
«Парикма́херская» (англ. Barbershop) — американская комедия 2002 года режиссёра Тима Стори с Айс Кьюбом в главной роли. В фильме также приняли участие Энтони Андерсон, Седрик «Развлекатель», Шон Патрик Томас, певица Ив, Кит Дэвид и Майкл Или. В США премьера фильма состоялась 13 сентября 2002 года. В 2004 году вышло продолжение фильма под названием «Парикмахерская 2: Снова в деле», в 2016 — «Парикмахерская 3», а в 2005 году вышел спин-офф под названием «Салон красоты».

## Сюжет
Келвин Палмер (Айс Кьюб), получивший в наследство от отца парикмахерскую вскоре продаёт её местному богачу Лестеру Уоллесу (Кит Дэвид), который хочет открыть там стрип-клуб.
Позже поняв, что парикмахерская была для людей не только местом для стрижек, но и местом для общения, Келвин пытается найти способы её сохранить.

## В ролях
| Актёр                 | Роль                          |
| --------------------- | ----------------------------- |
| Айс Кьюб              | Келвин Палмер                 |
| Энтони Андерсон       | Джей Ди                       |
| Седрик «Развлекатель» | Эдди                          |
| Шон Патрик Томас      | Джимми Джеймс                 |
| Ив                    | Терри Джонс                   |
| Трой Гэрити           | Исаак Розенберг               |
| Майкл Или             | Рики Нэш                      |
| Леонард Эрл Хауз      | Динка                         |
| Кит Дэвид             | Лестер Уоллес                 |
| Жасмин Льюис          | Дженнифер Палмер жена Келвина |
| Ламард Дж. Тейт       | Билли                         |
| Том Райт              | детектив Уильямс              |
| Джейсон Джордж        | Кевин                         |